# استان‌های کاستاریکا

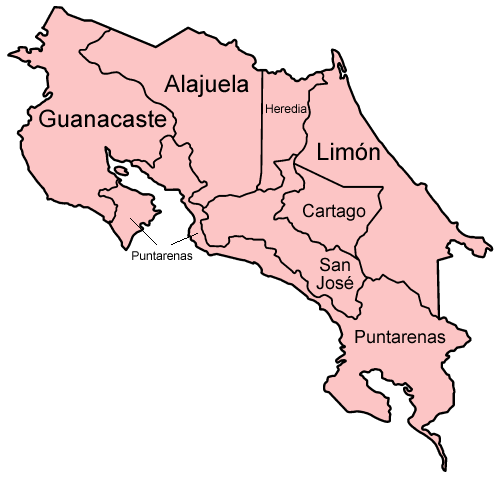

فهرست استان‌های کاستاریکا
| پرچم | نام استان        | مرکز        | مساحت   | جمعیت(۲۰۱۱) | نقشه |
| ---- | ---------------- | ----------- | ------- | ----------- | ---- |
|      | استان سان خوزه   | سان خوزه    | ۴۹۶۶    | ۱۴۰۴۲۴۲     |      |
|      | استان پونتارناس  | پونتارناس   | ۱۱۲۶۶   | ۴۱۰٬۹۲۹     |      |
|      | استان لیمون      | پورتو لیمون | ۹۱۸۹    | ۳۸۶٬۸۶۲     |      |
|      | استان اردیا      | اردیا       | ۲۶۵۷    | ۴۳۳٬۶۷۷     |      |
|      | استان گواناکاسته | لیبریا      | ۱۰۱۴۱   | ۳۲۶٬۹۵۳     |      |
|      | استان کارتاگو    | کارتاگو     | ۳۱۲۴    | ۴۹۰٬۹۰۳     |      |
|      | استان آلاخوئلا   | الاخوئلا    | ۹۷۵۷٫۵۳ | ۸۴۸٬۱۴۶     |      |